# Jeff McVean
Jeffrey « Jeff » McVean (né le 21 décembre 1954 à Tallangatta)  est un cavalier australien de saut d'obstacles.

## Carrière
Aux Jeux olympiques d'été de 1984 à Los Angeles, il est 26e de l'épreuve individuelle ; en équipe avec Greg Eurell, Guy Creighton et George Sanna, il est neuvième de l'épreuve par équipe.
Aux Jeux olympiques d'été de 1988 à Séoul, il est 53e de l'épreuve individuelle ; en équipe avec Vicki Roycroft, Rodney Brown et George Sanna, il est dixième de l'épreuve par équipe.

## Famille
Il est le père de Katie McVean.